# کوفوردن
کوفوردن (به هلندی: Coevorden) یک منطقهٔ مسکونی در هلند است که در درنته واقع شده‌است. کوفوردن ۱۲ متر بالاتر از سطح دریا واقع شده‌است.

## خواهرخوانده
شهرهای نوردهورن، برست، بلاروس، Emlichheim، کوتنو، Ninghe District و ونکوور خواهرخوانده‌های کوفوردن هستند.